# Caça maior

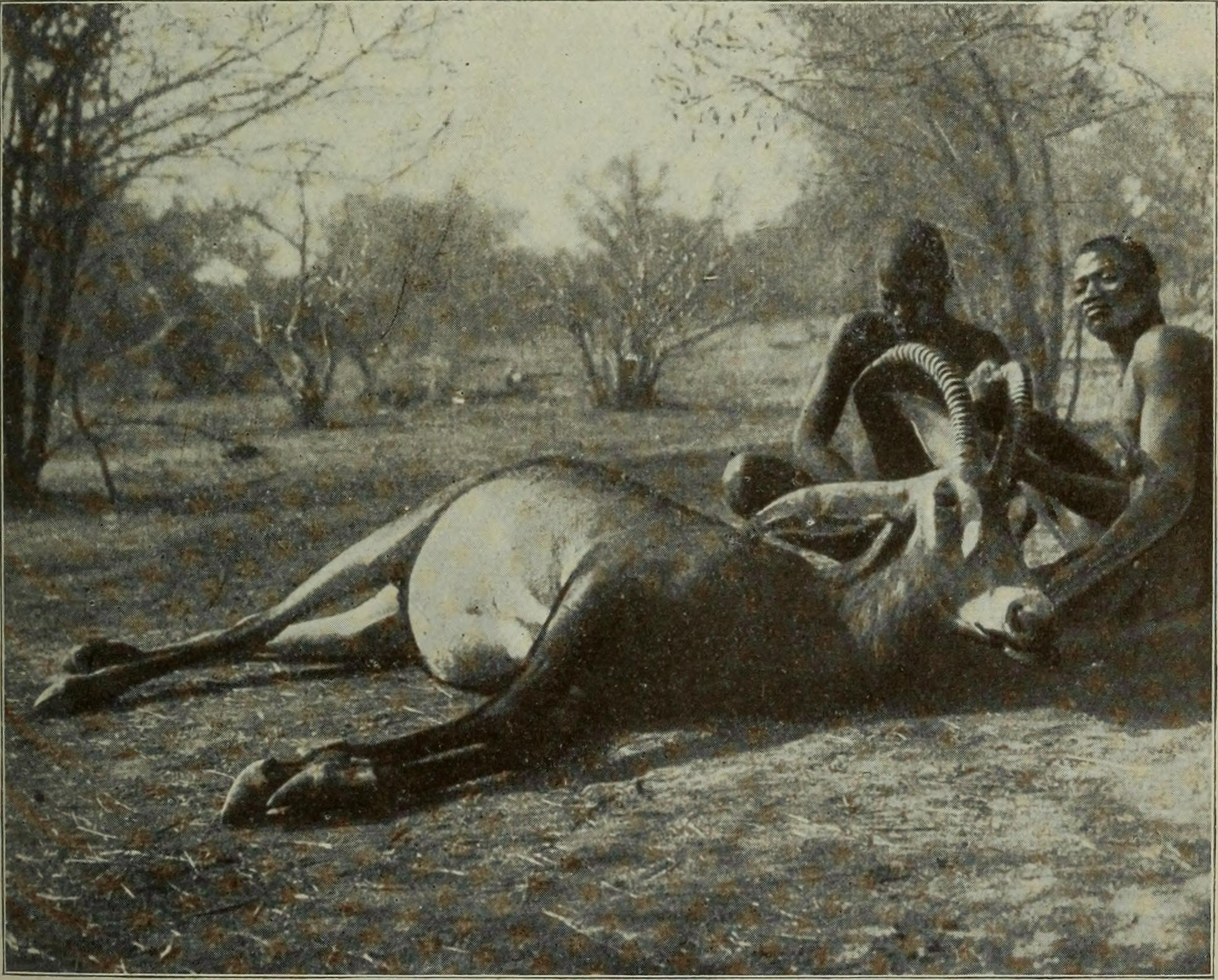
Antílope africano abatido.

Caça maior, ou caça grossa, é um termo que pode denotar tanto os animais de grande porte que se enquadram nesse grupo como a atividade de caça desses animais para obter carne, e/ou subprodutos comercialmente valiosos (como chifres, peles, presas, ossos, gordura/óleo corporal ou órgãos e conteúdos especiais), troféu/taxidermia ou simplesmente para recreação ("esporte"). 

## Caraterísticas
O termo caça maior é frequentemente associado à caça dos "Cinco Grandes" da África (leão, elefante africano, búfalo do cabo, leopardo africano e rinoceronte), e com tigres e rinocerontes no subcontinente indiano. Muitas outras espécies de animais grandes são caçadas, incluindo cudo, antílope e "hartebeest". Baleias, alces, cervos, renas, bisões, veados-mula e veados-de-cauda-branca são os animais mais caçados na América do Norte, onde grande parte da caça maior é realizada atualmente.
A caça maior é realizada na selva de todos os continentes, exceto na Antártica onde os ecossistemas não fornecem habitats capazes de sustentar a megafauna. Na África, são caçados leões, búfalos, elefantes, girafas e outros grandes animais selvagens, principalmente para obtenção de troféus. Na América do Norte, animais como baleias, ursos, lobos, morsas, caribus, alces, crocodilos, javalis, ovelhas e bisões são caçados. Na América do Sul, veado, puma, javaporco, búfalo de água selvagem, capivara e outras espécies são caçados. Na Europa, são caçados ursos, ovelhas, javalis, cabras, alces, bisões, veados e outras espécies. Na Ásia, várias espécies de veados, ursos, ovelhas e outras espécies são caçadas. Na Austrália, cangurus e várias espécies introduzidas de veados (principalmente veados-vermelhos e sambar) e javalis são caçados. Algumas caças maiores tradicionalmente populares, como elefante, rinoceronte, tigre e urso polar, agora são ilegais para caçar devido a questões de conservação, mas a caça furtiva continua sendo um grande problema.

## Galeria

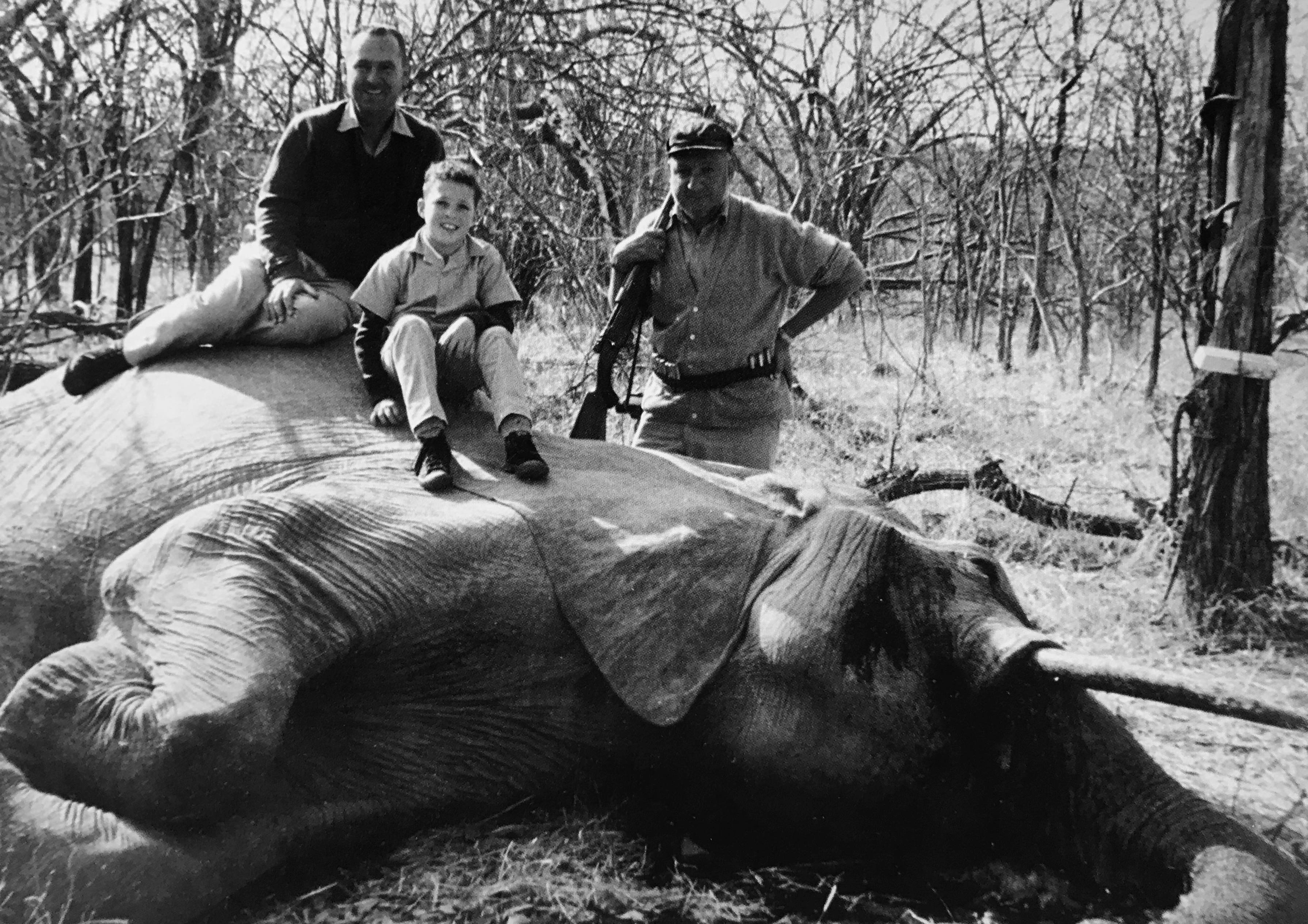
Um elefante africano abatido
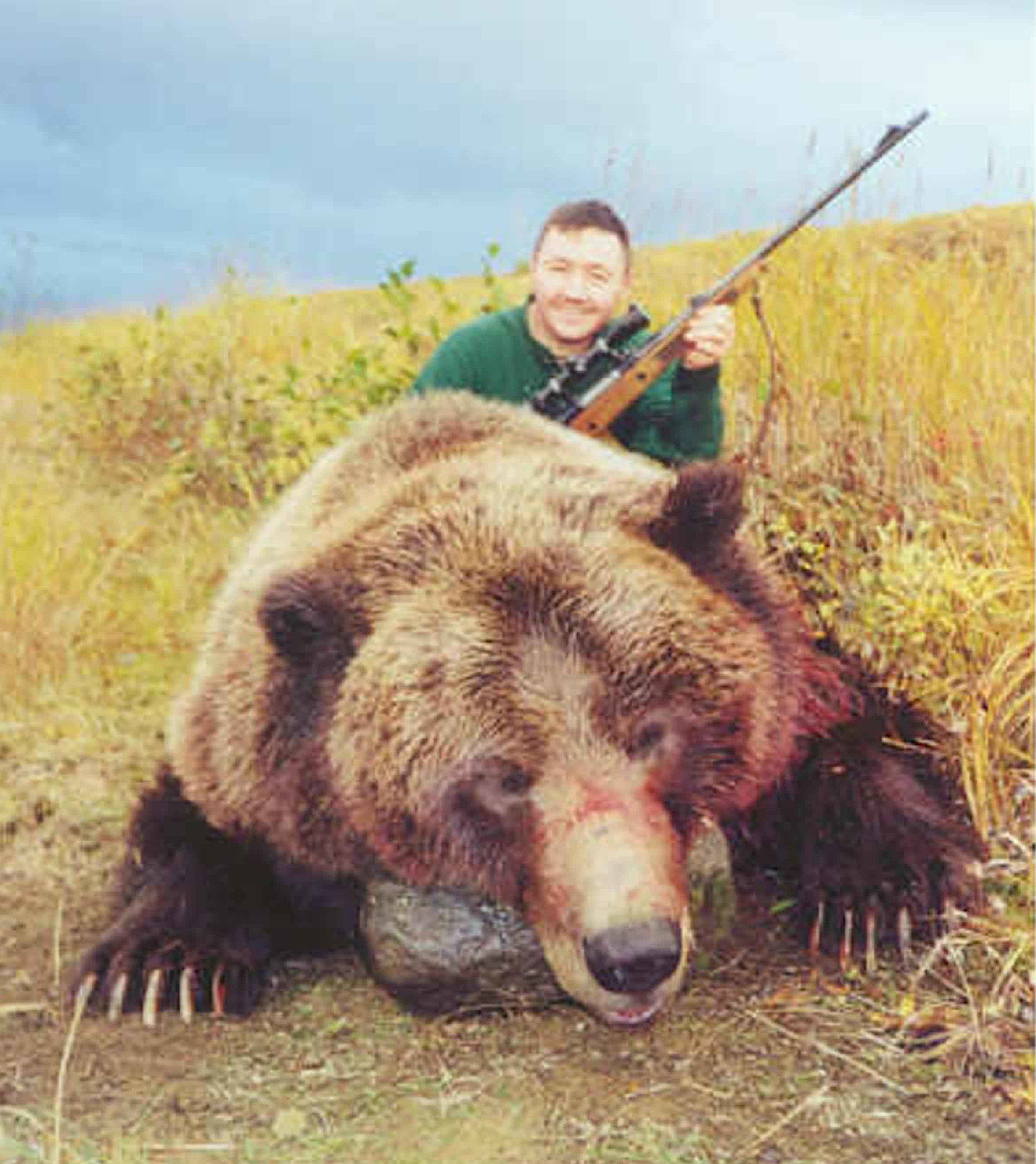
Um urso-pardo americano abatido
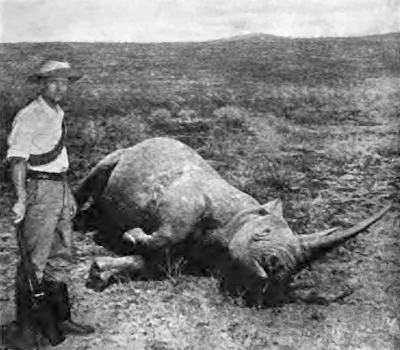
Um rinoceronte branco abatido
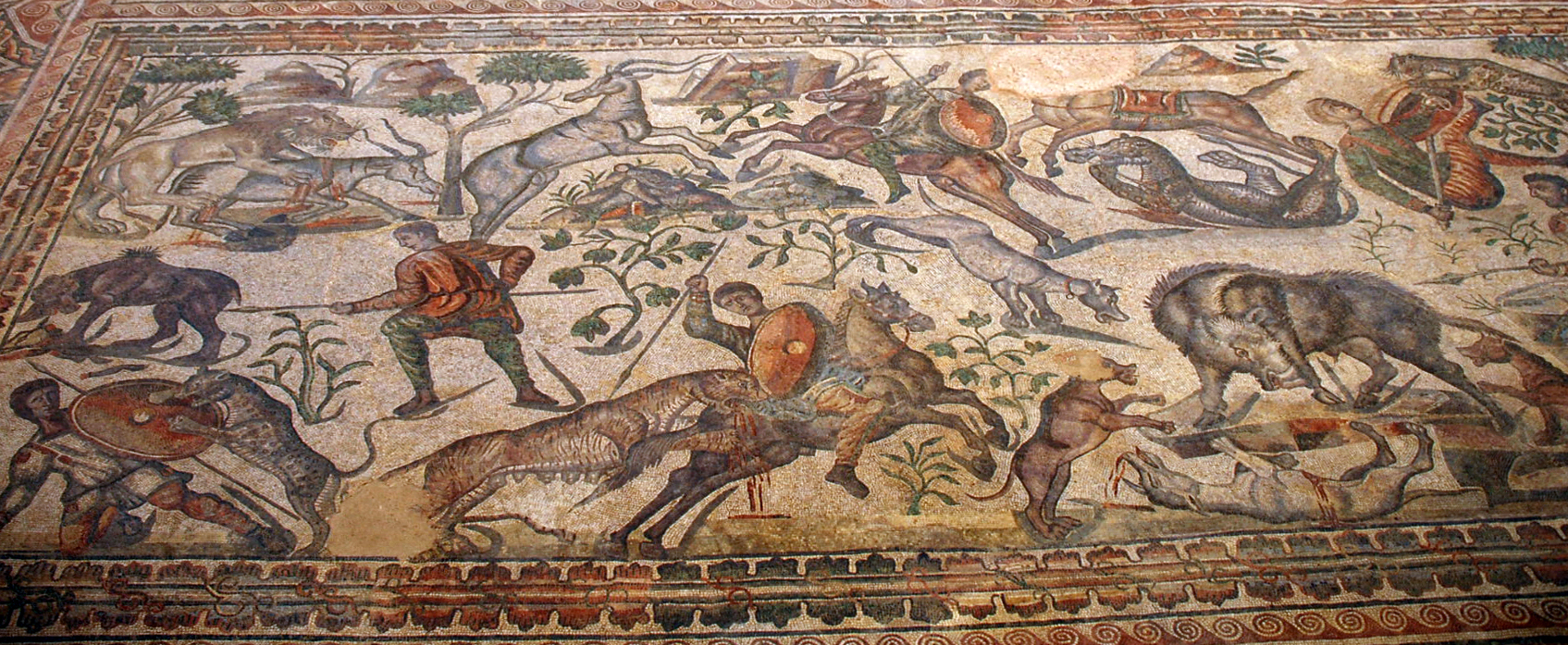
Mosaico ilustrativo de caça grossa, na vila romana de Olmeda, em Saldanha, Palência.